# 林苡宗
林苡宗 CROWLEY LIN（1996年12月10日—），前電子競技職業選手，現為拾參文創股份有限公司執行長、克勞利軟體顧問有限公司負責人。專營電子競技品牌、社群經營推廣及電競教育育成，旗下擁有TXO戰隊。

## 生涯經歷
- 2011年-加入樂點熊成為星海爭霸II的職業選手。星海爭霸：怒火燎原選手，後為星海爭霸II職業選手，擅長種族為神族。因在第一場賽事對上人皇軟球因閃現撞牆而得到了撞牆哥的稱號，以網路代號Crowley及撞牆哥聞名於星海爭霸社群。
- 2015年-與周杰倫成立杰藝文創與J戰隊電子競技戰隊，並首創將電子競技與實況娛樂結合，發展新的商業模式，讓電子競技產業不再是無法獲利的產業，並將教育與電子競技產業做結合，期許能為產業帶來更多有意願投入的人才。
- 2015年-成立克勞利軟體顧問有限公司。於2018年與台北市私立幼華高級中學成立台北市第一所電競實驗專班，並擔任課程總召集人。
- 2017年-與林俊傑合作成立數碼文創，看好移動電子競技未來發展性，創建SMG電子競技戰隊參加GCS傳說對決職業聯賽，並於2017年10月14日奪得台灣冠軍，同年11月26日SMG戰隊參加AIC錦標賽再奪得世界冠軍。
- 2017年-創立Hurray Sports Club 美式運動吧，為台灣第一間與電子競技結合的餐廳。
- 2018年-成立拾參文股份有限公司，主要經營電子競技戰隊、社群經營推廣。
- 2019年-1月11日成立TXO電子競技戰隊並邀請五月天怪獸擔任精神領袖。隊員為Hanzo、Liang、Chichi、Genji、Sirenia(已退出)，及教練CK。
- 2020年-成立賽事平台無限之戰品牌。
- 2021年-1月21日VR BOX & TXO品牌合作，成立全台第一間電競團隊對外開放的實體據點。

## 相關獲獎事蹟
- 2017年- 帶領SMG團隊赴韓國奪下「傳說對決」AIC世界冠軍
- 2017年- 帶領SMG團隊獲得「傳說對決」GCS夏季職業聯賽冠軍賽中冠軍
- 2018年- 帶領SMG團隊獲得「傳說對決」GCS春季職業聯賽冠軍賽中亞軍
- 2018年- 帶領SMG團隊獲得「傳說對決」GCS夏季職業聯賽冠軍賽中殿軍
- 2019年- 帶領TXO團隊獲得「傳說對決」GCS春季職業聯賽冠軍賽中亞軍
- 2019年- 帶領TXO團隊獲得「傳說對決」GCS夏季職業聯賽冠軍賽中殿軍
- 2019年- 個人榮獲亞洲電競大賞AEA－台灣站電競產業特殊貢獻者
- 2020年- 帶領TXO 團隊獲得Facebook Gaming 傳說對決 Creator Games地區賽冠軍